# Kreissparkasse Nordhausen
Die Kreissparkasse Nordhausen ist eine Sparkasse in Thüringen mit Sitz in Nordhausen. Sie ist eine Anstalt des öffentlichen Rechts.

## Geschäftsgebiet und Träger
Das Geschäftsgebiet der Kreissparkasse Nordhausen umfasst den Landkreis Nordhausen, welcher auch Träger der Sparkasse ist.

## Geschäftszahlen
Die Kreissparkasse Nordhausen wies im Geschäftsjahr 2023 eine Bilanzsumme von 1,473 Mrd. Euro aus und verfügte über Kundeneinlagen von 1,221 Mrd. Euro. Gemäß der Sparkassenrangliste 2023 liegt sie nach Bilanzsumme auf Rang 287. Sie unterhält 15 Filialen/Selbstbedienungsstandorte und beschäftigt 208 Mitarbeiter.

## Sparkassen-Finanzgruppe
Die Kreissparkasse Nordhausen ist Teil der Sparkassen-Finanzgruppe und gehört damit auch ihrem Haftungsverbund an. Er sichert den Bestand der Institute und sorgt dafür, dass sie auch im Fall der Insolvenz einzelner Sparkassen alle Verbindlichkeiten erfüllen können. Die Sparkasse vermittelt Bausparverträge der regionalen Landesbausparkasse, offene Investmentfonds der Deka und Versicherungen der SV SparkassenVersicherung. Im Bereich des Leasing arbeitet die Kreissparkasse Nordhausen mit der  Deutschen Leasing zusammen. Die Funktion der Sparkassenzentralbank nimmt die Landesbank Hessen-Thüringen wahr.